# Cosmologia induista
La cosmologia induista è la visione presentata nella religione e nella mitologia induista riguardo all'universo e alla sua creazione (cosmogonia), geografia (cosmografia), evoluzione e fine.

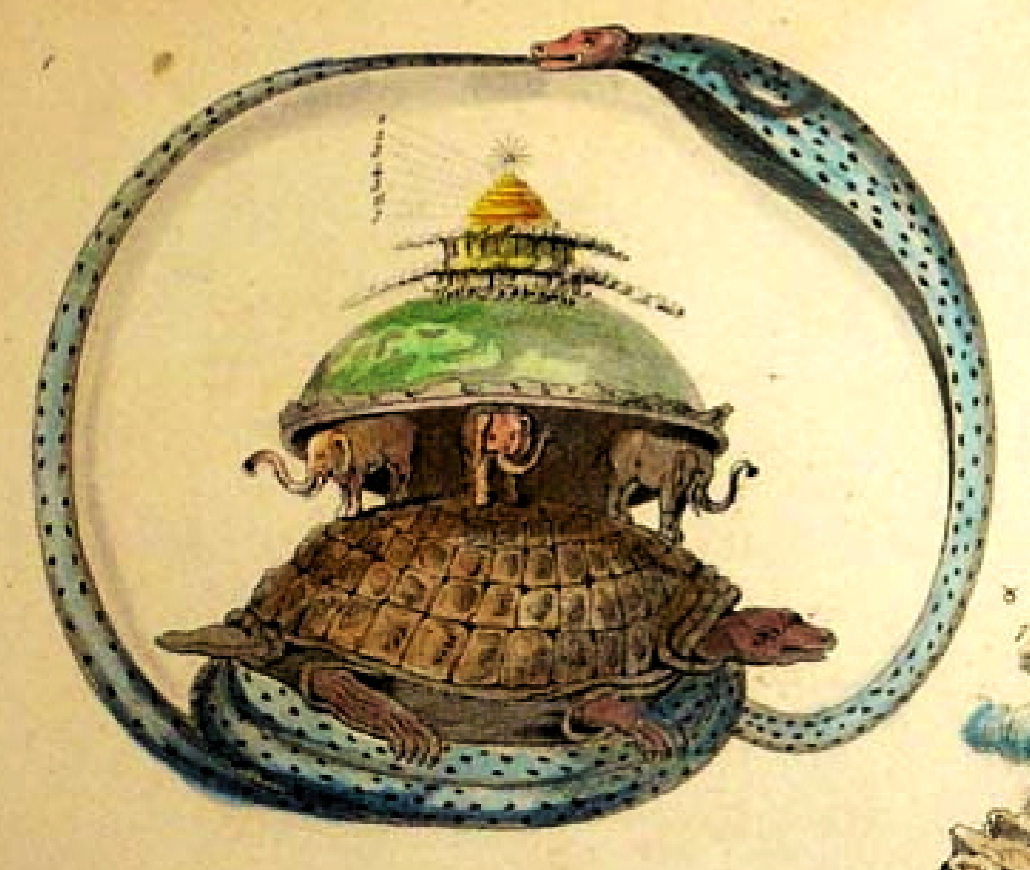
Raffigurazione della cosmologia induista, col Monte Meru in cima con i suoi sette livelli, e al di sotto la Terra sorretta da tre elefanti e una gigantesca tartaruga, avatar del dio Viṣṇu; questa a sua volta poggia su un serpente, simbolo della ciclicità del cosmo intero.

Nonostante la cosmologia per l'Induismo sia sempre stata molto importante, la cosmologia induista non ha una forma omogenea ma, come per ogni aspetto dell'Induismo, è il frutto di una serie di miti e speculazioni filosofiche evolutesi nel tempo.

## L'universo
L'universo induista risulta composto di diversi piani di esistenza, detti loka, termine che può riferirsi principalmente a un complesso di tre mondi (tri-loka), composti da cielo (Svarga), terra (Bhuloka) e inferno (Patala), oppure a un'altra classificazione che enumera sette loka superiori (vyahrtis), di cui sei celesti più la terra, e altrettanti mondi inferi (chiamati tala), per un totale di quattordici.
Oltre che come luoghi fisici, i vari loka andrebbero considerati in realtà come stati di coscienza.

## La creazione

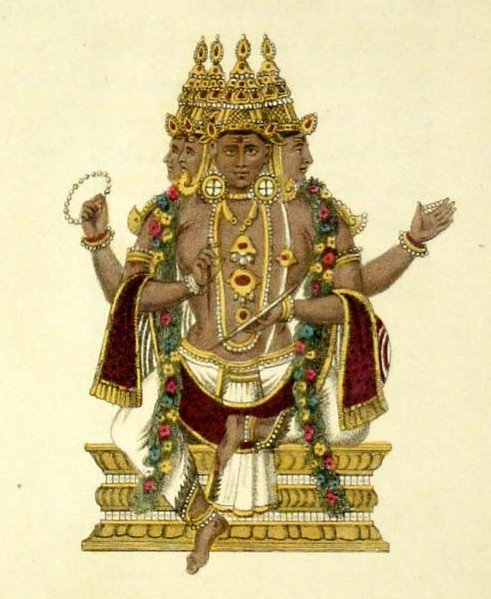
Brahmā, l'aspetto creatore di Dio.

I miti cosmogonici dell'Induismo sono molti e figurano già a partire dai Veda, dai quali si sono poi sviluppati prima con le Brāhmaṇa e le Upanishad e poi ancora con le epopee (come il Mahābhārata e il Rāmāyaṇa) e i Purāṇa.
Alcuni di questi racconti della creazione sono veri e propri miti mentre altri hanno un carattere maggiormente speculativo e filosofico.
Nella maggior parte, comunque, Brahmā appare in veste di creatore o meglio di demiurgo. Infatti, i miti della creazione induisti si discostano in modo evidente da quelli biblici e del creazionismo in genere per non contemplare una creazione ex nihilo, ma piuttosto una disposizione e un'organizzazione degli elementi costitutivi dell'universo.

### Nei Veda
Il mito più frequente narra che inizialmente l'uovo cosmico Hiranyagarbha, "grembo d'oro", identificato anticamente con l'anima cosmica e più tardi con Brahmā, galleggiava nell'oceano primordiale avvolto dall'oscurità della non-esistenza. Quando l'uovo si schiuse, dalla metà superiore del guscio, fatta d'oro, nacque il cielo; dalla metà inferiore del guscio, fatta d'argento, nacque la terra. Le membrane interne del guscio formarono le montagne e quelle esterne le nuvole; le vene e i liquidi formarono i fiumi e i mari.
Secondo l'inno Puruṣa Sūkta (X, 90) del Rig Veda, dal sacrificio dell'uomo cosmico, il Puruṣa, nacquero le caste indiane: dalla bocca uscirono i brāhmaṇa, gli kshatrya dalle braccia, i vaishya dalle cosce e gli shudra dai piedi.
Ancora nei Veda, viene narrato che l'universo scaturì dalla "parola", vāc.

### Nei Purana
Nei Purāṇa viene detto che vi furono diverse creazioni, poiché nella prima gli esseri avevano insufficienti stimoli a prolificare.
La Bhāgavata Purāṇa descrive che Maha-Visnù (originato a sua volta dal dio Krishna), giace nell'oceano causale e quando espira innumerevoli universi vengono emessi dai pori della sua pelle, quando inspira gli universi sono riportati entro il suo corpo.
(Brahma-samhitaa 5.48)

## La geografia del cosmo

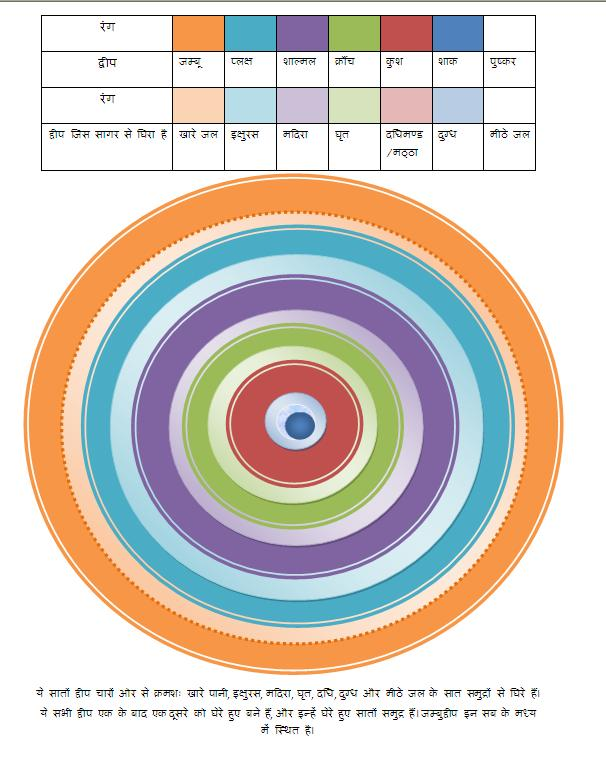
Disposizione concentrica delle isole e degli oceani della Terra.

Secondo la cosmografia esposta nei Purāṇa, l'intero universo si trova circoscritto dal guscio (aṇḍakaṭaha) dell'uovo cosmico (bramāṇḍa, "uovo di Brahma"), dal diametro di 500 milioni di yojana. Al centro dell'universo si trova la terra, che non è ritenuta la sua parte migliore ma comunque l'unico posto dove l'uomo possa ottenere la "liberazione" (mokṣa).
Vi sono sette continenti o isole (dvipa) separati da oceani circolari concentrici composti rispettivamente, dal continente più interno verso quello più esterno, da acqua salata, succo di canna da zucchero, vino, burro chiarificato (ghee), cagliata, latte e acqua dolce.
Sotto la superficie terrestre vi sono poi sette inferi (pātāla): immensi regni sotterranei pieni di meravigliosi palazzi e bellezze che si espandono per 10.000 yojana, circa 130.000 km.
Vi sono infine le dimore degli dèi: i paradisi.
Al centro dell'universo e quindi al centro del Jambudvipa, il dvīpa più interno, si erge il monte Meru, l'asse dell'universo, sul quale splende la Stella Polare.

## L'evoluzione ciclica

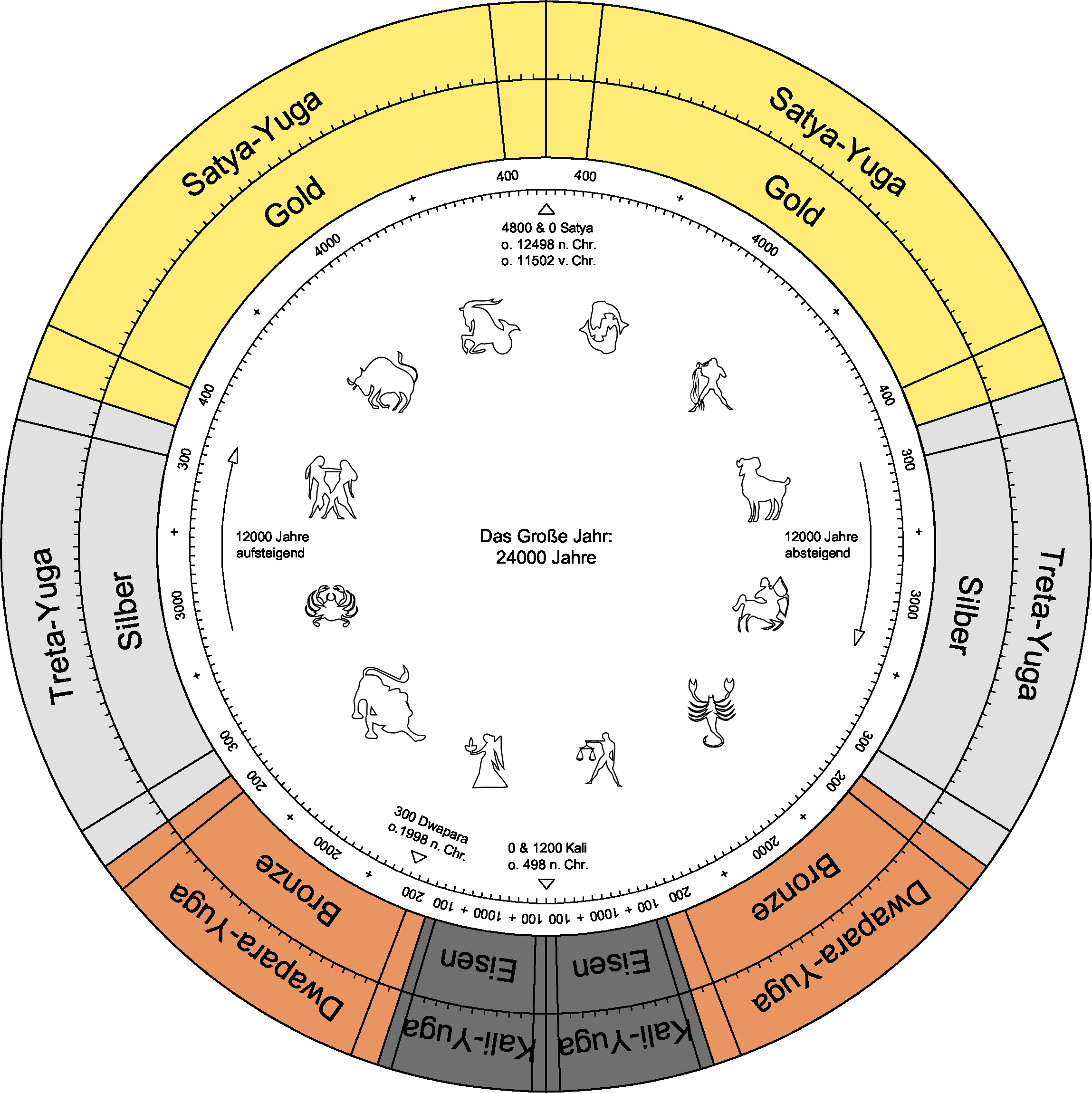
Il ciclo dei quattro yuga, discendenti e ascendenti, attraverso le ere zodiacali: satya, treta, dvapara e kali yuga.

È comunemente accettata nell'Induismo la teoria di una cosmologia ciclica, in cui il tempo non è lineare ma è diviso in ere che si susseguono ciclicamente dando luogo ai processi di emanazione, durata e riassorbimento dell'universo, con distruzioni/riassorbimenti/dissoluzioni parziali (pralaya) o totali (mahapralaya) dello stesso.
La massima misura del tempo è il mahakalpa, chiamato «vita di Brahma», della durata di 100 «anni di Brahma», ognuno dei quali è composto da 360 «giorni di Brahma», denominati kalpa. Ogni kalpa è composto da 14 manvantara, ognuno corrispondente a un ciclo di civiltà umana, inaugurato da un Manu, e ad una particolare disposizione dei continenti, che sorgono e scompaiono vicendevolmente. Un manvantara corrisponde a sua volta a un mahayuga (o secondo altre fonti a 71 mahayuga), mille del quale formano un kalpa. Ogni mahayuga è composto dai quattro yuga (satya,  treta, dvapara e kali), di diversa durata, che nel loro insieme durano 12.000 anni umani.
Secondo i calcoli di Sri Yukteswar, maestro del più noto Paramahansa Yogananda, questi 12.000 anni costituiscono la metà di un ciclo complessivo da porre in relazione col grande anno platonico, scandito dalle ere astrologiche dovute alla precessione degli equinozi, della durata di 24.000 anni totali, diviso in una fase ascendente e una discendente appunto di 12.000 anni ciascuna.

### In italiano
- Pietro Chierichetti, Sette isole Sette oceani. Il Bhumiparvan: Geografia, miti e misteri del Mahabharata, Caprie (Novaretto), Ester Edizioni, 2016, ISBN 978-88-99668-00-6.
- Anna L. Dallapiccola, Induismo. Dizionario di storia, cultura, religione, traduzione di Maria Cristina Coldagelli, Milano, Bruno Mondadori, 2005, ISBN 978-88-6159-041-0.
- Klaus K. Klostermeier, Piccola enciclopedia dell'Induismo, Edizioni Arkeios, 2001, ISBN 978-88-86495-59-2.
- Paul Poupard (a cura di), Dizionario delle religioni, Mondadori, 2007, ISBN 978-88-04-56659-5.

### In altre lingue
In francese:
- (FR) Madeleine Biardeau, Etudes de mythologie hindoue (1. Cosmogonies purâniques), Parigi, Ecole Française D'Extrême-Orient, dicembre 1981, ISBN 978-2-85539-728-3.
- (FR) Jean Varenne, Cosmogonies védiques, Milano, Arché, 1982, ISBN 978-88-7252-165-6.

In tedesco:
- (DE) Willibald Kirfel, Die Kosmographie der Inder, Georg Olms, 1990, ISBN 978-3-487-01509-5.